# Run batted in

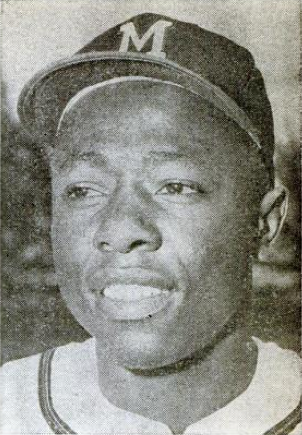
Hank Aaron – lider klasyfikacji wszech czasów pod względem liczby zdobytych RBI.

Run batted in (w skrócie RBI) – w baseballu i softballu statystyka dla pałkarzy, dzięki którym po odbiciu piłki, inny zawodnik (po uprzednim zajęciu bazy) zaliczył run (statystyka nieliczona w przypadku popełnienia błędu lub po rozegraniu podwójnego autu przez drużynę broniącą). Pałkarz może jednocześnie zaliczyć run i RBI, jeśli zdobędzie home runa.
W statystykach Major League Baseball oficjalnie od 1920 roku. Liderem klasyfikacji RBI w MLB, biorąc pod uwagę całą karierę, jest Hank Aaron.

## Liderzy w klasyfikacji pod względem liczby RBI
Stan na 15 lutego 2024..
1. Hank Aaron – 2297
2. Albert Pujols – 2218
3. Babe Ruth – 2214
4. Alex Rodriguez – 2086
5. Cap Anson – 2075
6. Barry Bonds – 1996
7. Lou Gehrig – 1995
8. Stan Musial – 1951
9. Ty Cobb – 1933
10. Jimmie Foxx – 1922
11. Eddie Murray – 1917
12. Willie Mays – 1903
13. Miguel Cabrera – 1881
14. Mel Ott – 1860
15. Carl Yastrzemski – 1844
16. Ted Williams – 1839